# Antioquía de Pisidia
Antioquía de Pisidia (en griego: Ἀντιόχεια τῇ Πισιδίᾳ, en latín: Antiochia Caesaria) fue una ciudad de Pisidia, en la parte sur de las montañas entre Frigia y la propia Pisidia. Estrabón dice que Filomenio, otra ciudad fronteriza, estaba en la parte norte (esta ciudad fue incluida en la provincia de Pisidia en el siglo IV). Se situaba un kilómetro al norte de la moderna Yalvaç.
Los restos, numerosos, incluyen grandes edificios hechos con grandes piedras, probablemente iglesias, murallas, 20 arcos perfectos, un acueducto, parte de un templo dedicado a Dioniso y un pequeño teatro. Una construcción fue tallada en la roca y forma una cámara cuadrada con bastantes restos de mármol y columnas; se piensa que podría ser el anexo de un templo (probablemente el de Men Ascaënus, adorado en Antioquía).
Probablemente fue fundada como colonia de Magnesia del Meandro. Pasó posteriormente a los persas, macedonios, seléucidas y en el 188 a. C. al Reino de Pérgamo. Volvió a los romanos poco después del 133 a. C. y en tiempos de Augusto fue hecha colonia con el título de Antiochia Caesaria. Fue visitada por Pablo de Tarso y Bernabé apóstol. Asimismo, la ciudad tenía una numerosa colonia judía.
Fue lugar de nacimiento de San Cipriano.